# Nuno da Cunha e Ataíde
Nuno da Cunha e Ataíde (Lisboa, 8 de Dezembro de 1664 – Lisboa, 3 de Dezembro de 1750) foi um cardeal português, conhecido como "Cardeal da Cunha", figura influente na corte de D. João V, de quem foi conselheiro.

## Biografia
D. Nuno da Cunha e Ataíde era filho de Luís da Cunha de Ataíde e Melo, 8.º Senhor de Povolide de juro e herdade, e de sua mulher D. Guiomar de Lancastre, e irmão mais novo de Tristão da Cunha e Ataíde, 9.° Senhor e 1.º Conde de Povolide, por Decreto de D. João V de Portugal de 6 de janeiro de 1709. O seu homônimo e tio paterno, D. Nuno da Cunha de Ataíde, recebera o título de conde de Pontével, por carta de 10 de julho de 1662 (D. Afonso VI).
A casa de Povolide descendia de um dos filhos do célebre navegador Tristão da Cunha, e representava também a linha de parentesco mais próxima da primogenitura dos Ataídes, pois D. Helena de Ataíde, irmã de D. Luís de Ataíde, 3.º conde de Atouguia (que faleceu sem geração), era trisavó do 1.º conde de Povolide e do Cardeal da Cunha.
Andou no Colégio de São Paulo de Coimbra, nas sua escolas gerais, e obteve o grau de doutor de cânones. Foi Mestre de Artes e aí, mais precisamente na Universidade de Coimbra, formou-se  em Direito Canónico.
Tendo também exercido as funções de cónego da Sé. Foi ainda membro do Conselho de Estado, Inquisidor-mor dos Reinos de Portugal e Algarves, e capelão privado d'el-rei D. Pedro II.
Este mesmo rei o fez seu sumilher-da-cortina e o colocou no Conselho dos Três Estados como deputado.
Foi designado bispo de Elvas (1705), cargo que recusou, tendo em compensação recebido o título de bispo-titular de Targa.
Clemente XI elevou-o ao cardinalato a 18 de Maio de 1712, com o título de Santa Anastácia.
Segundo o Agiologio Lusitano, terá sido o 186º e 192º provedor da Santa Casa da Misericórdia de Lisboa.
Faleceu em Lisboa em 1750; está sepultado na Sé dessa cidade.